# 날일자
바둑에서 날일자(날日字)는 이전에 있는 돌에서 가로 1칸, 세로 2칸(또는 가로 2칸, 세로 1칸) 떨어진 위치를 말한다. 이름 그대로 두 지점 사이의 격자 모양이 한자 날일자(日) 모양이며, 방향은 어느 쪽이든 상관없다. 날일자 위치에 돌을 놓는 것을 날일자 행마라고 한다. 체스에서 나이트의 움직임과 유사하여, 영어로는 나이츠 무브(knight's move)라고 한다. 장기에서 말(horse)을 뜻하는 '마'의 움직임과도 비슷하다. 참고로, 날일자는 상대가 건너붙임을 하면 돌의 연결이 끊어지는 약점이 있지만, 들여다보기를 허용하지 않는 유연한 행마다.
|  |  |  |  |  |  |  |  |  |
|  |  |  |  |  |  |  |  |  |
|  |  |  |  |  |  |  |  |  |
|  |  |  |  |  |  |  |  |  |
|  |  |  |  |  |  |  |  |  |
|  |  |  |  |  |  |  |  |  |
|  |  |  |  |  |  |  |  |  |
|  |  |  |  |  |  |  |  |  |
|  |  |  |  |  |  |  |  |  |

## 날일자와 관련한 바둑 격언
- 날일자는 건너붙여라
- 모자는 날일자로 벗어라

## 같이 보기
- 눈목자
- 마늘모